# Liga Splitskog nogometnog podsaveza 1952./53.
Liga Splitskog nogometnog podsaveza , odnosno Prvenstvo Splitskog nogometnog podsaveza je u sezoni 1952./53., predstavljala ligu trećeg rang nogometmog prvenstva Jugoslavije. Sudjelovalo je četrnaest klubova raspoređenih u dvije skupine.

## Ljestvice

### I grupa
| Poredak | Klub                  | Utakmica | Pobjeda | Neodlučeno | Poraza | Postigli golova | Primili golova | Gol-razlika | Bodova |
| ------- | --------------------- | -------- | ------- | ---------- | ------ | --------------- | -------------- | ----------- | ------ |
| 1.      | Dinara Knin           | 14       | 9       | 2          | 3      | 44              | 22             | +22         | 20     |
| 2.      | Slaven Trogir         | 14       | 9       | 1          | 4      | 26              | 23             | +3          | 19     |
| 3.      | Val Kaštel Stari      | 14       | 8       | 2          | 4      | 35              | 23             | +12         | 18     |
| 4.      | DOŠK Drniš            | 14       | 7       | 2          | 5      | 33              | 23             | +10         | 16     |
| 5.      | Zadar                 | 14       | 6       | 1          | 7      | 41              | 30             | +11         | 13     |
| 6.      | Naprijed Vis          | 14       | 6       | 1          | 7      | 34              | 47             | -13         | 13     |
| 7.      | Arbanasi Zadar        | 14       | 4       | 1          | 9      | 29              | 47             | -18         | 9      |
| 8.      | Mladost Kaštel Lukšić | 14       | 2       | 0          | 12     | 19              | 56             | -37         | 4      |

- Dinara (Knin) i Slaven (Trogir) su igrali u završnici prvenstva podsaveza
- Mladost (Kaštel Lukšić) je ispao iz lige

### II grupa
| Poredak | Klub                  | Utakmica | Pobjeda | Neodlučeno | Poraza | Postigli golova | Primili golova | Gol-razlika | Bodova |
| ------- | --------------------- | -------- | ------- | ---------- | ------ | --------------- | -------------- | ----------- | ------ |
| 1.      | Split                 | 10       | 6       | 2          | 2      | 19              | 9              | +10         | 14     |
| 2.      | Zmaj Makarska         | 10       | 6       | 1          | 3      | 19              | 10             | +9          | 13     |
| 3.      | Dubrovnik             | 10       | 3       | 4          | 3      | 16              | 14             | +2          | 10     |
| 4.      | Jadran Kaštel Sućurac | 10       | 2       | 4          | 4      | 14              | 7              | +7          | 8      |
| 5.      | Solin                 | 10       | 2       | 4          | 4      | 9               | 19             | -10         | 8      |
| 6.      | Orkan Dugi Rat        | 10       | 1       | 5          | 4      | 12              | 20             | -8          | 7      |

- Split i Zmaj (Makarska) su igrali u završnici prvenstva podsaveza
- Orkan (Dugi Rat) je ispao iz lige

### Završnica prvenstva
| Poredak | Klub          | Utakmica              | Pobjeda               | Neodlučeno            | Poraza                | Postigli golova       | Primili golova        | Gol-razlika           | Bodova                |
| ------- | ------------- | --------------------- | --------------------- | --------------------- | --------------------- | --------------------- | --------------------- | --------------------- | --------------------- |
| 1.      | Zmaj Makarska | 4                     | 3                     | 0                     | 1                     | 6                     | 8                     | -2                    | 6                     |
| 2.      | Split         | 4                     | 1                     | 2                     | 1                     | 9                     | 4                     | +5                    | 4                     |
| 3.      | Dinara Knin   | 4                     | 0                     | 2                     | 2                     | 5                     | 8                     | -3                    | 2                     |
| 4.      | Slaven Trogir | Brisani iz natjecanja | Brisani iz natjecanja | Brisani iz natjecanja | Brisani iz natjecanja | Brisani iz natjecanja | Brisani iz natjecanja | Brisani iz natjecanja | Brisani iz natjecanja |

- Viši rang:
  - Zmaj (Makarska) i Split su igrali kvalifikacije za ulazak u Hrvatsko-slovensku ligu. Split je uspio, a Zmaj nije.

- Novi članovi
  - Neretvanac (Opuzen) i Dalmatinac (Split) – poslije kvalifikacija

- Napomena:
  - Naredne sezone jedinstvena podsavezna liga

## Poveznice
- Grupno prvenstvo Splitskog nogometnog podsaveza 1952./53.